# 이야기 속으로의 에피소드 목록 (1996년)
이 문서에서는 대한민국의 문화방송 MBC TV에서 방송되었던 성공 다큐멘터리 프로그램 《이야기 속으로》의 1996년 에피소드 목록을 나열한다.

## 에피소드 목록
| 회차 | 방송일    | 부제 (서브 타이틀)          | 풀영상 | 비고 |
| ---- | --------- | --------------------------- | ------ | ---- |
| 1회  | 7월 1일   | 굴레바위의 비밀             |        |      |
| 1회  | 7월 1일   | 산삼                        |        |      |
| 1회  | 7월 1일   | TV 그해 여름의 동화         |        |      |
| 2회  | 7월 8일   | 윤소사 열 너비              |        |      |
| 2회  | 7월 8일   | 거스름돈                    |        |      |
| 2회  | 7월 8일   | 지갑                        |        |      |
| 3회  | 7월 15일  | 효냐? 불효냐?               |        |      |
| 3회  | 7월 15일  | 수박                        |        |      |
| 3회  | 7월 15일  | 양키 휴지                   |        |      |
| 4회  | 7월 22일  | 남산고목                    |        |      |
| 4회  | 7월 22일  | 오랑우탄                    |        |      |
| 4회  | 7월 22일  | 어떤 복수                   |        |      |
| 5회  | 7월 29일  | 피무덤의 금고양이           |        |      |
| 5회  | 7월 29일  | 선산군의 귀곡               |        |      |
| 6회  | 8월 5일   | 애기바위                    |        |      |
| 6회  | 8월 5일   | 도깨비집                    |        |      |
| 7회  | 8월 12일  | 덕진처녀                    |        |      |
| 7회  | 8월 12일  | 뽕골                        |        |      |
| 8회  | 8월 19일  | 건망증                      |        |      |
| 8회  | 8월 19일  | 짠돌이 내 남편              |        |      |
| 9회  | 8월 26일  | 장인과 오리                 |        |      |
| 9회  | 8월 26일  | 사위님, 우리 사위님         |        |      |
| 10회 | 9월 2일   | 여종 제비의 죽음            |        |      |
| 10회 | 9월 2일   | 광삼이의 죽음               |        |      |
| 11회 | 9월 9일   | 시레이션 박스               |        |      |
| 11회 | 9월 9일   | 내다, 시애비다              |        |      |
| 12회 | 9월 16일  | 이름명 목숨명               |        |      |
| 12회 | 9월 16일  | 삼형제의 죽음               |        |      |
| 13회 | 9월 23일  | 장손이 기가 막혀            |        |      |
| 13회 | 9월 23일  | 솔치로 왔소!                |        |      |
| 14회 | 9월 30일  | 양자의 효행                 |        |      |
| 14회 | 9월 30일  | 짜장면과 애국심             |        |      |
| 15회 | 10월 7일  | 장선생님네 감나무           |        |      |
| 15회 | 10월 7일  | 한갑보 이야기               |        |      |
| 16회 | 10월 14일 | 질그릇 갓의 비밀            |        |      |
| 16회 | 10월 14일 | 아줌마가 운전을...          |        |      |
| 17회 | 10월 25일 | 16년의 기다림               |        |      |
| 17회 | 10월 25일 | 황금소나무의 비밀           |        |      |
| 17회 | 10월 25일 | 벼락 맞은 아버지            |        |      |
| 18회 | 11월 1일  | 강쇠와 옹녀는 왜?           |        |      |
| 18회 | 11월 1일  | 강화도 콜레라 소동          |        |      |
| 19회 | 11월 8일  | 할머니와 건강팬티           |        |      |
| 19회 | 11월 8일  | 알몸으로 뛰었다             |        |      |
| 19회 | 11월 8일  | 이창훈의 귀신체험           |        |      |
| 20회 | 11월 15일 | 두부의 비밀                 |        |      |
| 20회 | 11월 15일 | 못생긴 것도 죄?             |        |      |
| 20회 | 11월 15일 | 먹구렁이의 저주             |        |      |
| 21회 | 11월 22일 | 23년만의 귀향               |        |      |
| 21회 | 11월 22일 | 여근곡 이야기               |        |      |
| 21회 | 11월 22일 | 아내에게 무슨 일이 생겼을까 |        |      |
| 22회 | 12월 6일  | 돈을 먹이고 튀어라          |        |      |
| 22회 | 12월 6일  | 불길한 집                   |        |      |
| 22회 | 12월 6일  | 남매의 강필립               |        |      |
| 23회 | 12월 13일 | 왕벙쟁이의 진실             |        |      |
| 23회 | 12월 13일 | 죽은 아내의 방문            |        |      |
| 23회 | 12월 13일 | 구름재에 귀신 떴다          |        |      |
| 24회 | 12월 27일 | 연말특집 하이라이트         |        |      |
| 24회 | 12월 27일 | 화제작 모음과 뒷이야기      |        |      |